# Chaource (gemeente)
Chaource is een gemeente in het Franse departement Aube (regio Grand Est). De plaats maakt deel uit van het arrondissement Troyes. Chaource telde op 1 januari 2022 1.012 inwoners.

## Geografie
De oppervlakte van Chaource bedroeg op 1 januari 2022 31,06 vierkante kilometer; de bevolkingsdichtheid was toen 32,6 inwoners per km².
De onderstaande kaart toont de ligging van Chaource met de belangrijkste infrastructuur en aangrenzende gemeenten.

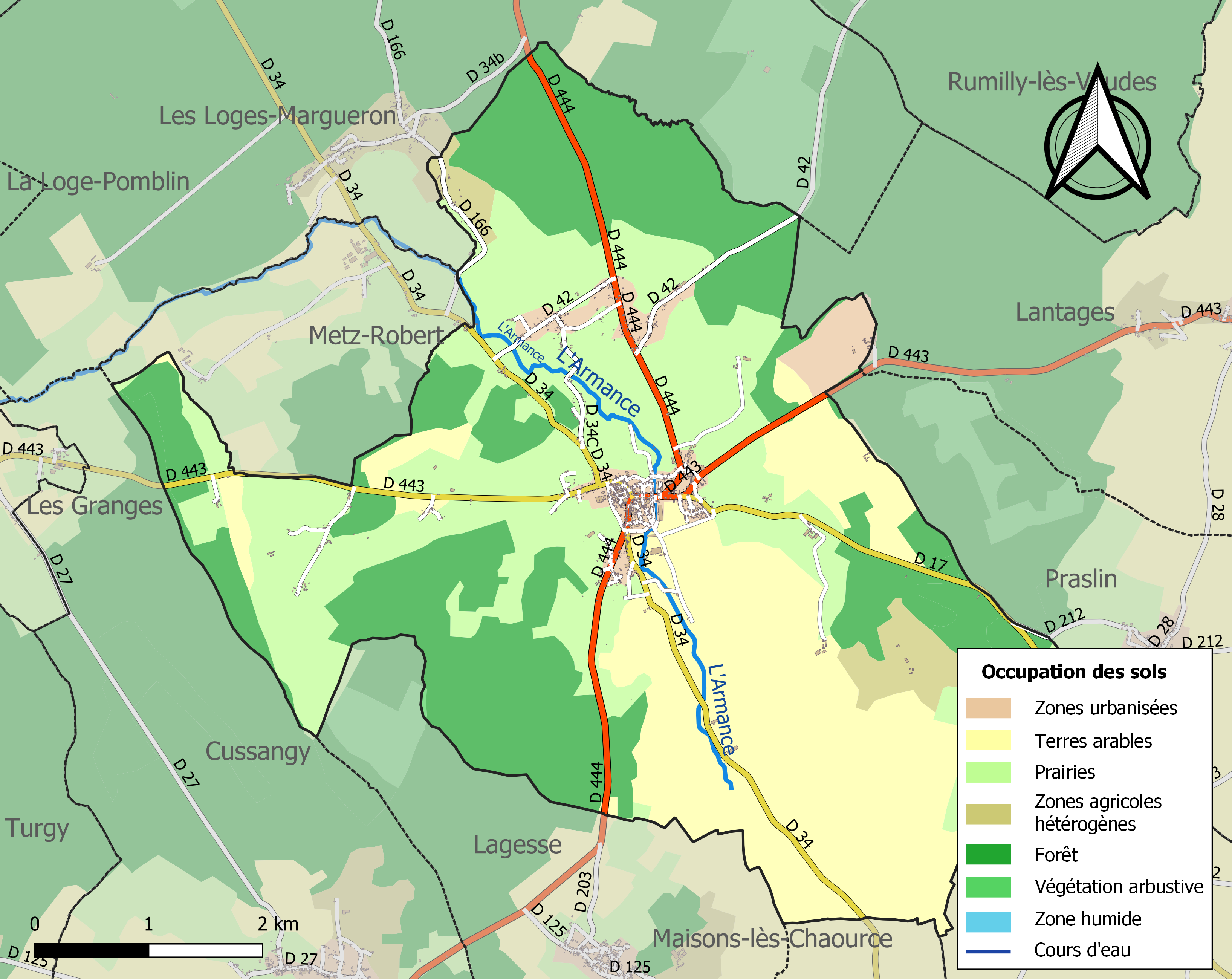

## Demografie
Onderstaande figuur toont het verloop van het inwonertal (bron: INSEE-tellingen).

Vanwege een beveiligingsprobleem met de MediaWiki Graph-software is het momenteel niet mogelijk deze grafiek weer te geven. Zodra de software is bijgewerkt zal de grafiek vanzelf weer zichtbaar worden.

## Bezienswaardigheden

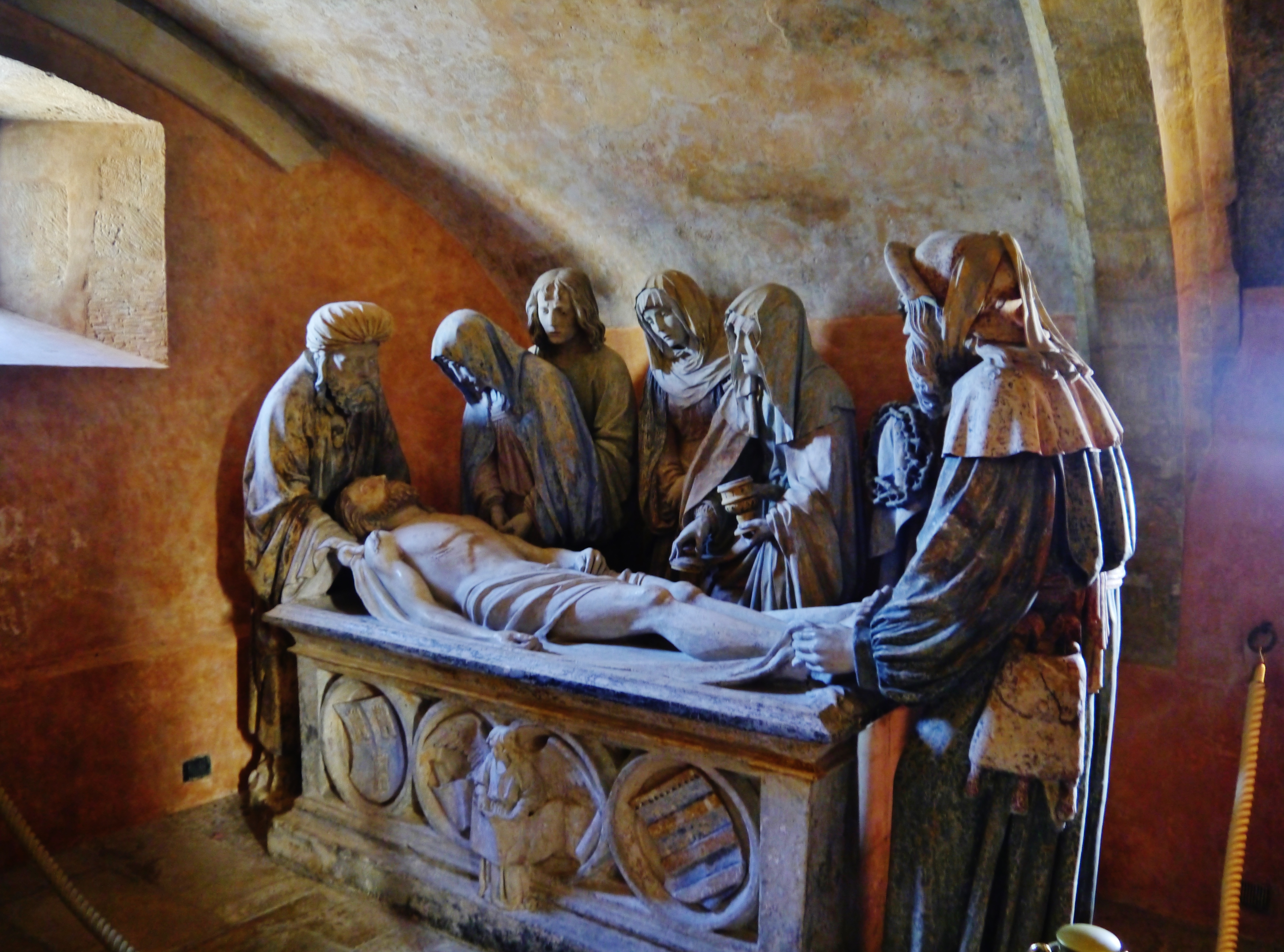
Graflegging

- de kerk Saint-Jean-Baptiste is een rijkelijk versierde gotische kerk die vol beeldhouwwerk staat. Topstukken zijn onder meer:
  - een aangrijpende polychrome stenen graflegging van de hand van de meester van Chaource uit 1515.[2] De eerste beeldengroep bestaat uit acht personages en stelt de graflegging van Christus voor. Een tweede gebeeldhouwde groep bestaat uit drie wachters die postvatten aan de ingang van de lager gelegen chapelle du Sépulcre waar het kunstwerk zich bevindt. In die besloten ruimte bevindt zich ook de derde gebeeldhouwde groep die bestaat uit de schenker en zijn vrouw.
  - een kerstkribbe die dateert uit de 16e eeuw en 22 houten beschilderde en vergulde figuren telt.
  - een heel verfijnd stenen passieretabel ('retable de la passion') dat bestaat uit drie panelen (aanhouding, kruisiging en verrijzenis) en dateert uit 1536
  - een polychroom stenen Sint-Hubertusretabel uit de 16e eeuw dat het visioen van de heilige Hubertus afbeeldt.
  - een schilderij op hout uit de 16e eeuw dat de Drie-eenheid voorstelt met God de Vader en Christus die allebei zitten en gehuld zijn in een felrood gewaad.
  - talrijke heiligenbeelden uit de 16e eeuw.
- het lustslot 'château de la Cordelière', gebouwd tussen 1892 en 1900 in de stijl van de neogotiek en de neorenaissance.
- het Musée du fromage

## Gastronomie
- Chaource AOP is een heel oude witschimmelkaas op basis van rauwe koemelk die vervaardigd wordt in de Champagne-Ardennen en in de Bourgogne.